# زغال‌اخته‌سانان
زغال‌اخته‌سانان (نام علمی: Cornales) یکی از راسته‌های گیاهان است.
زغال‌اخته‌سانان راسته‌ای از گیاهان گل‌دار است با حدود ۶۰۰ گونه که دارای گلبرگهای جدا از هم هستند.